# Казалмайоко
Казалмайо̀ко (на италиански: Casalmaiocco, на западноломбардски: Casalmaiocch, Казалмайок) е малко градче и община в Северна Италия, провинция Лоди, регион Ломбардия. Разположено е на 88 m надморска височина. Населението на общината е 3012 души (към 2012 г.).